# Gosford Park
Pour les articles homonymes, voir Gosford.
Pour plus de détails, voir Fiche technique et Distribution.
Gosford Park (ou Un week-end à Gosford Park au Québec) est un film italo-britannico-américain coproduit et réalisé par Robert Altman, sorti en 2001.
Ce film à énigme, écrit par Julian Fellowes d'après une idée originale de Robert Altman lui-même, évoque une partie de chasse dans une grande propriété anglaise dans les années 1930. L'histoire s'intéresse autant aux aristocrates qu'aux domestiques, avec les intrigues, les potins… Puis, le maître des lieux est assassiné, ce qui ouvre sur une enquête de police façon Cluedo.

## Synopsis
Novembre 1932. Sir William et Lady Sylvia Mc Cordle ont organisé en leur somptueuse propriété de Gosford Park, dans la campagne anglaise, une partie de chasse pour leurs relations, parents et amis.
Alors que les maîtres logent au premier étage de la vaste demeure et se rencontrent dans ses salons, la nombreuse domesticité de la maison ainsi que celle, tout aussi multiple et compliquée, des invités, est retranchée dans les cuisines et les couloirs du rez-de-chaussée. Cachotteries et mystères abondent : les sœurs de Lady Sylvia sont aussi malheureuses qu'elle-même, la fille de Sir William et Lady Sylvia, Isobel, dissimule à grand-peine un secret, plusieurs invités sont accablés de soucis financiers ou professionnels, et les domestiques errant en catimini savent presque tout sur les invités.
Survient un meurtre. Le mystère s’annonce, ici encore, entre mensonges et vengeance.

## Fiche technique
Sauf indication contraire, les informations mentionnées dans cette section peuvent être confirmées par la base de données cinématographiques IMDb,  présente dans la section « Liens externes ».
- Titre original et français : Gosford Park
- Titre québécois : Un week-end à Gosford Park
- Réalisation : Robert Altman
- Scénario : Julian Fellowes, d'après une idée de Robert Altman et Bob Balaban
- Musique : Patrick Doyle
- Direction artistique : John Frankish et Sarah Hauldren
- Décors : Stephen Altman
- Costumes : Jenny Beavan
- Photographie : Andrew Dunn
- Montage : Tim Squyres
- Production : Robert Altman, Bob Balaban, David Levy
- Production déléguée : Jane Barclay, Sharon Harel, Robert Jones et Hannah Leader
- Coproduction : Joshua Astrachan et Jane Frazer
- Sociétés de production : Capitol Films, Chicagofilms, Film Council, Meduza Produzione, Sandcastle 5 et USA Films
- Société de distribution : Entertainment Film Distributors (Royaume-Uni) ; USA Films (États-Unis)
- Budget : entre 18 et 19,8 millions de dollars[2],[3]
- Pays de production :  États-Unis,  Royaume-Uni,  Italie
- Langue originale : anglais
- Format : couleur (Technicolor) — 35 mm — 2,35:1 (Panavision)[4] — son Dolby Digital
- Genre : comédie dramatique, énigme, policier
- Durée : 137 minutes
- Date de sortie :
  - Royaume-Uni : 7 novembre 2001 (avant-première au Festival du film de Londres) ; 1er février 2002 (sortie nationale)
  - États-Unis, Québec : 26 décembre 2001
  - Italie : 8 mars 2002
  - France : 20 mars 2002
  - Belgique : 27 mars 2002

## Distribution
Légende : Version Française (VF) ; Version Québécoise (VQ)
- Maggie Smith (VF : Nathalie Nerval ; VQ : Béatrice Picard) : Constance, comtesse de Trentham, tante de Sylvia, Louisa et Lavinia
- Michael Gambon (VF : Jean Piat ; VQ : Vincent Davy) : Sir William McCordle, le maître de maison
- Kristin Scott Thomas (VF : elle-même ; VQ : Diane Arcand) : Lady Sylvia McCordle
- Camilla Rutherford (VF : Laura Blanc ; VQ : Éveline Gélinas) : Isobel McCordle, fille des maîtres de maison
- Charles Dance (VQ : Claude Préfontaine) : Lord Raymond Stockbridge
- Geraldine Somerville (VQ : Valérie Gagné) : Lady Louisa Stockbridge, sœur de Sylvia et de Lavinia
- Tom Hollander (VQ : Gilbert Lachance) : commandant Anthony Meredith
- Natasha Wightman (VF : Odile Cohen) : Lady Lavinia Meredith, sœur de Sylvia et Louisa
- Jeremy Northam (VF : Renaud Marx ; VQ : James Hyndman) : Ivor Novello, célèbre acteur et chanteur, cousin de sir William
- Bob Balaban (VF : Raymond Acquaviva ; VQ : Marc Bellier) : Morris Weissman, producteur d’Ivor Novello
- James Wilby (VQ : Pierre Auger) : Freddie Nesbitt
- Claudie Blakley (VQ : Marika Lhoumeau) : Mabel (vo) / Babette (vf) Nesbitt
- Laurence Fox (VQ : Martin Watier) : Lord Rupert Standish
- Trent Ford : Jeremy Blonde
- Ryan Phillippe (VF : Emmanuel Curtil ; VQ : Patrice Dubois) : Henry Denton, acteur se faisant passer pour le valet de M. Weissman
- Stephen Fry (VF : Henri Guybet ; VQ : Denis Mercier) : inspecteur-chef Thomson
- Kelly Macdonald (VQ : Violette Chauveau) : Mary MacEachran, camériste de lady Trentham
- Clive Owen (VQ : Daniel Picard) : Robert Parks, valet de chambre de Lord Stockbridge
- Helen Mirren (VF : Anne Canovas ; VQ : Claudine Chatel) : Mme Wilson, gouvernante
- Eileen Atkins (VF : Frédérique Cantrel ; VQ : Élizabeth Lesieur) : Mme Croft, chef cuisinière
- Emily Watson (VF : Sophie Duez ; VQ : Chantal Baril) : Elsie, domestique et maîtresse de Sir William
- Alan Bates (VF : Bernard Dhéran ; VQ : Hubert Gagnon) : Jennings, majordome
- Derek Jacobi (VQ : Jacques Brouillet) : Probert, valet de chambre de Sir William McCordle
- Richard E. Grant (VQ : Sylvain Hétu) : George, maître d'hôtel
- Sophie Thompson (VQ : Hélène Mondoux) : Dorothy
- Teresa Churcher (en) (VQ : Christine Bellier) : Bertha
Version française
  - Studio de doublage : Alter Ego
  - Direction artistique : Jean-Marc Pannetier
  - Adaptation : Jean-Marc Pannetier & Jean-Pierre Carasso

## Production

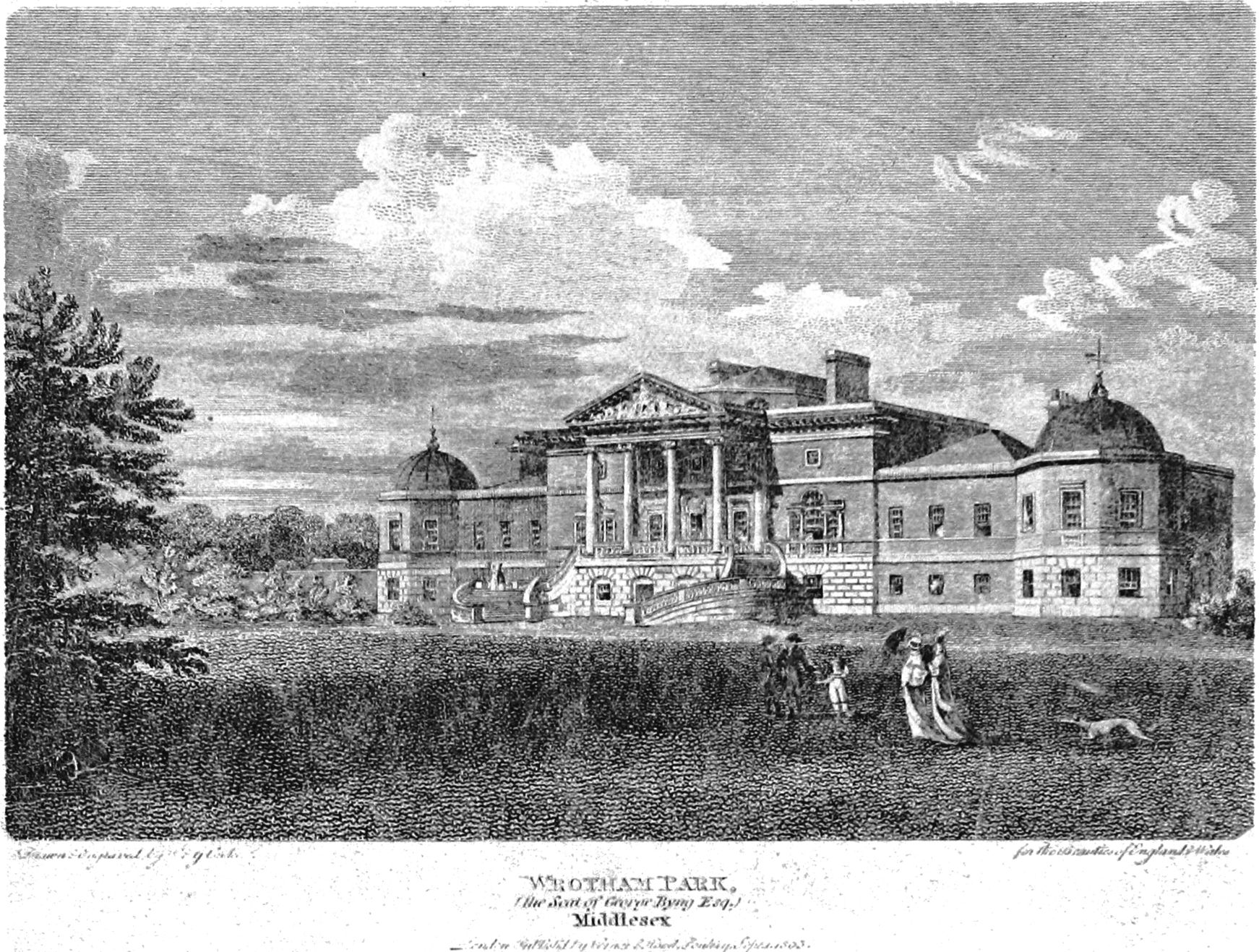
Le Wrotham Park, en 1820.

Le tournage a lieu au château néo-palladianiste Wrotham Park dans le Hertfordshire, non loin de la ville Potters Bar, pour les extérieurs, escalier, salle à manger et salon, et au Syon Park House Estate, dans le quartier de Hounslow, en Angleterre, pour les chambres à l'étage. La scène d'ouverture devant la maison de Lady Trentham est filmée à la Hall Barn (en), près de la ville Beaconsfield dans le Buckinghamshire. Les plateaux de tournage sont construits pour filmer les scènes du rez-de-chaussée du manoir. Les studios de Shepperton sont utilisés pour le tournage hors location.
Le photographe Andrew Dunn a apprécié la nature coopérative du processus de tournage de Gosford Park. Il l'a tourné sur une pellicule Kodak Vision Expression 500T, généralement avec deux caméras Panavision, en utilisant un éclairage aux bougies relativement faibles à des lampes aux halogénures métalliques.
Les acteurs jouant les serviteurs ne portent aucun maquillage[réf. nécessaire].

### Musique
Enregistrée en octobre 2000 et sortie en janvier 2001, Patrick Doyle a signé une bande originale voulant illustrer l'attitude décadente de la haute société anglaise peinte par Robert Altman[réf. nécessaire].
1. Waltz of My Heart – Ivor Novello
2. Mr. Parks – Patrick Doyle
3. Gosford Park – Patrick Doyle
4. Bored to Sobs – Patrick Doyle
5. The Shirt – Patrick Doyle
6. And Her Mother Came Too – Ivor Novello
7. Walking to Shoot – Patrick Doyle
8. No Smoke Without Fire – Patrick Doyle
9. Scherzo in G – Patrick Doyle
10. I Can Give You the Starlight – Ivor Novello
11. What a Duke Should Be – Ivor Novello
12. Inspector Thompson – Patrick Doyle
13. Pull Yourself Together – Patrick Doyle
14. Life Goes On – Patrick Doyle
15. Secrets to Hide – Patrick Doyle
16. Only for a While – Patrick Doyle
17. Rather a Pasting' – Patrick Doyle
18. Love Jam – Patrick Doyle
19. Why Isn't It You? – Ivor Novello
20. The Way It's Meant to Be – Patrick Doyle
21. Carpe Diem – Patrick Doyle
22. Good Luck – Patrick Doyle
23. Your Boy's Alive – Patrick Doyle
24. The Land of Might-Have-Been – Ivor Novello

## Accueil

### Critique
Lors de sa sortie en salles, Gosford Park obtient un accueil critique largement favorable,,. Dans les pays anglophones, le long-métrage obtient un taux d'approbation de 86 % sur le site Rotten Tomatoes, sur la base de 161 critiques collectées, tandis qu'il obtient un score de 90/100 sur le site Metacritic, pour 34 critiques collectées. En France, le film obtient une note moyenne de 4,2/5 sur le site AlloCiné, sur la base de 25 critiques collectées.
En France, à l'occasion d'une diffusion à la télévision en 2015, le film reçoit une excellente critique dans Le Monde Télévision où Thomas Sotinel met en avant la finesse presque ethnologique de la reconstitution de la société de l'époque ainsi que la qualité de la réalisation.

### Box-office
| Pays ou région        | Box-office                       | Date d'arrêt du box-office | Nombre de semaines |
| --------------------- | -------------------------------- | -------------------------- | ------------------ |
| États-Unis            | 41 308 615 $                     | 6 juin 2002                | 24                 |
| France                | 836 965 entrées                  | 16 octobre 2002            | 31                 |
| Royaume-Uni           | 2 685 598 entrées (17 122 305 $) | 21 avril 2002              | 12                 |
| Total hors États-Unis | 46 445 429 $                     |                            |                    |
| Total mondial         | 87 754 044 $                     |                            |                    |

## Distinctions

### Récompenses
Le film a obtenu sept nominations aux Oscars. Julian Fellowes a reçu l'Oscar du meilleur scénario, Robert Altman a reçu le Golden Globe et le BAFTA du meilleur réalisateur.

## Commentaire
La série télévisée Downton Abbey — écrite et créée par le même Julian Fellowes — a été à l'origine pensée comme un produit dérivé de Gosford Park, mais au lieu de cela, quoique fortement inspirée par le film, elle a été élaborée comme une œuvre autonome et son intrigue se déroule à une période antérieure à celle du film, de 1912 à 1926,.